# Paleanotus heteroseta
Paleanotus heteroseta är en ringmaskart som beskrevs av Hartman 1945. Paleanotus heteroseta ingår i släktet Paleanotus och familjen Chrysopetalidae. Inga underarter finns listade i Catalogue of Life.